# Christian Haas (geológus)
Christian Haas (?–) klimatológus, klímakutató, geológus.
Tanulmányait a Brémai Egyetemen végezte. Mintegy 15 évig a bremerhaveni Alfred-Wegener-Institut Helmholtz-Zentrum für Polar- und Meeresforschung kutatóintézetnél tevékenykedett. 2007-től 2012-ig a University of Alberta professzora. 2012 óta a Canada Research Chair in Arctic Sea Ice Geophysics professzora a torontói York University-n. A föld- és légkörtudományokon belül a sarki jég geofizikai kutatásával foglalkozik.
A nemzetközi sarki év keretén belül Christian Haas az északi-sarki jégolvadásokat kutatja és méri, foglalkoztatja a tengeri jég vékonyodása és a rajta élő állat- és növényvilág, az Antarktisz jege, műholdfotók elemzése, a globális felmelegedés, az éghajlatváltozás. Átfogó térképet készít a jégtömbök helyzeteiről, méreteiről.

## Publikációi
- Haas, C., Hendricks, S., Doble, M. (2006). Comparison of the sea ice thickness distribution in the Lincoln Sea and adjacent Arctic Ocean in 2004 and 2005. Annals of Glaciology, 44: 247-252.
- Nicolaus, M., Haas, C., Bareiss, J., Willmes, S. (2006). A model study of differences of snow thinning on Arctic and Antarctic first-year sea ice during spring and summer. Annals of Glaciology, 44: 147-153.
- Willmes, S., Bareiss, J., Haas, C., Nicolaus, M. (2006). The importance of diurnal processes for the seasonal cycle of sea-ice microwave brightness temperatures during early summer in the Weddell Sea. Annals of Glaciology, 44: 297-302.